# Tratamiento mecánico biológico

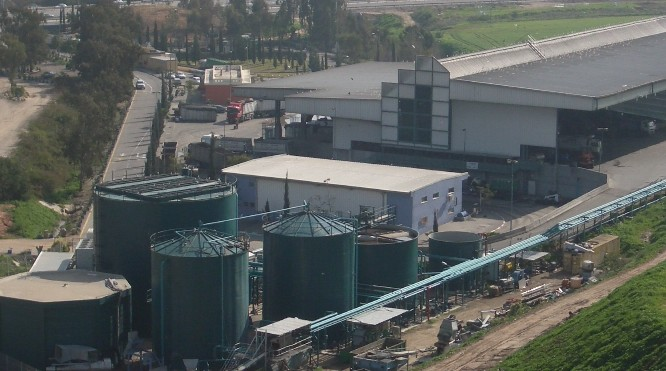
Digestores anaeróbicos de una instalación de tratamiento mecánico biológico de ArrowBio en Tel Aviv, Israel, tomada en 2006 por Alex Marshall.

El Tratamiento Mecánico-Biológico (TMB) es una tecnología de pretratamiento de los Residuos Sólidos Urbanos y de manejo especial. TMB combina la clasificación y tratamiento mecánico y biológico de la parte orgánica de los residuos. 
La meta principal del TMB es eliminar las contaminantes que afectan a la atmósfera (biogás) como al subsuelo (lixiviados). El potencial peligro del biogás para el cambio climático es 21 veces más alto que el del dióxido de carbono. Con el Protocolo de Kioto se estableció un sistema de certificación y comercialización de bonos de carbono cual permite de producir ganancias adicionales cuales pueden bajar los costos de operación notablemente.
TMB también es llamado a veces TBM -Tratamiento Biológico Mecánico - aunque esto simplemente se refiere al orden del tratamiento.

## Generalidades
Un tratamiento de los Residuos Sólidos Urbanos (RSU) en general es, minimizar el volumen a confinar por medio de separación de los materiales reaprovechables y eliminar el potencial peligroso para que los RSU confinados no presentan ningún o sólo un mínimo peligro para la vida en el mundo. Para llegar a esta meta se recolectan los residuos del producente por una empresa de recolección para su transferencia al centro de tratamiento de residuos. Allá se da un tratamiento mecánico y/o biológico y así en el sentido de tratamiento alterado.
“Pre” – en la palabra Pre-tratamiento quiere decir el tratamiento se ejecuta antes de su disposición final o aprovechamiento (aprovechamiento energético o reciclaje)
Los Residuos Sólidos Urbanos (RSU) se caracterizan sobre todo por su alto porcentaje de materia orgánica proveniente de los residuos orgánicos. Este se presenta depende de la estructura local (rural/urbana) de los hechos socioeconómicos y culturales (diferencias entre regiones y países) así como el método de estudio elegido y el fraccionamiento de los residuos tipo “residuos sólidos urbanos” en diferentes fracciones de residuos entre 30 y 60 %. Fracciones adicionales reaprovechables de los RSU son vidrio, papel, plásticos (o más fraccionado).

## Metas de un tratamiento mecánico biológico de los RSU
1. disminuir el volumen a confinar y así minimizar el tamaño del relleno sanitario o prolongar su vida útil.
2. eliminar la actividad biológica en la degradación de la fracción orgánica de los RSU hasta que en el relleno sanitario no existen potenciales reales de producción de biogás.
3. disminuir a un mínimo la concentración de los contaminantes en los lixiviados que podrían contaminar el acuífero (en caso de falta de impermeabilización o con daños en la impermeabilización), o minimizar el tratamiento de los lixiviados
4. disminuir la cantidad de residuos que se tiene que confinar o incinerar.
5. en caso afirmativo se puede producir electricidad con un aprovechamiento térmico de la fracción con alto valor calorífico.
6. evitar atraer los roedores (moscas, cucarachas, ratas, aves y perros) por la eliminación de la materia orgánica.

## Discusión política
Por el peligro a largo plazo que presentan los rellenos sanitarios, tanto para el subsuelo y acuífero como a la atmósfera, en la Unión Europea se exigen un pretratamiento de los RSU. Es decir antes de confinar se tienen que tratar los residuos para minimizar el riesgo para la salud y el medio ambiente. Las tecnologías de tratamiento mecánico-biológico aeróbico presentan una inversión mínima para implementar el proceso en relación de plantas de incineración. Además por el tratamiento mecánico-biológico se deja eliminar el parte orgánico cual es la razón de lixiviados altamente contaminados y fuente de emisiones de biogás a la atmósfera. 
Además con la separación de la fracción con alto valor calorífico se dejó usar como sustitución de combustible en cementeras y/o en plantas termoelectricas especiales.
Una de las ventajas más importantes es la confinación de los RSU a bajo costo y riesgo ambiental.

## Ejemplo de un tratamiento mecánico-biológico
- FABER-AMBRA®

Los residuos entregados son sometidos a un tratamiento mecánico y de homogeneización. En el tratamiento biológico la degradación lleva a cabo por microorganismos aeróbicos, consiguiendo una descomposición casi completa. Esta descomposición ocurrirá durante un periodo de aproximadamente 9 meses. También se puede usar, como alternativa, la implementación del tratamiento biológico en dos etapas. La primera etapa comprendería el tratamiento biológico anaeróbico y enseguida, la segunda etapa, tratamiento aerobio hasta alcanzar las características apropiadas para proceder al relleno sanitario final. Residuos orgánicos recolectados por separado se transfieren en abono para la agricultura.
Los residuos tratados contienen una concentración elevada de materiales reaprovechables para la generación de energía (CSR) o para el reciclaje.
El tratamiento mecánico-biológico FABER-AMBRA cumple con las normas alemanas referente al elutriado en su totalidad.
Residuos aplicables para este sistema:
- residuos sólidos urbanos y de manejo especial
- lodos de depuración
Productos de este sistema:
- materiales reciclables como metales, papel, plásticos, vidrios etc.
- abono por composta (recolección separada de materia orgánica)
- materiales no aprovechables preparados para su confinación seguro (compactación > 1.3 ton/m³
- bonos de carbono - ganancia adicional
- fracción con alto valor calorífico (sustitución de combustible) - ganancia adicional
Ventajas adicionales:
- el material confinado es inerte
- disminución de volumen a confinar a más de la mitad (densidad > 1.3 ton/m³), prolongación de vida útil por lo menos al más del doble de tiempo
- utilización de lixiviados en el proceso
- implementación de los pepenadores en el proceso
- ausencia tanto de bichos como aves y/o perros en el sitio
- ausencia de instalaciones adicionales para la captación y quema de biogás
- ausencia de fauna nociva (como aves, perros, bichos, ratas)
- seguridad contraincendios de biogás (porque no hay biogás)
- cobertura diaria no necesario
- tiempo de post clausura de 3 - 5 años